# Los Once Pueblos
Los Once Pueblos är en ort i Mexiko.   Den ligger i kommunen Ayotlán och delstaten Jalisco, i den centrala delen av landet, 400 km väster om huvudstaden Mexico City. Los Once Pueblos ligger 1 592 meter över havet och antalet invånare är 110.
Terrängen runt Los Once Pueblos är kuperad åt nordost, men åt sydväst är den platt. Runt Los Once Pueblos är det ganska tätbefolkat, med 111 invånare per kvadratkilometer. Närmaste större samhälle är Atotonilco el Alto, 16,7 km väster om Los Once Pueblos. I omgivningarna runt Los Once Pueblos växer huvudsakligen savannskog.